# Darja Šuvirđonkova
Darja Šuvirđonkova (serbisch-kyrillisch Дарја Шувирђонкова; * 16. Juni 2005) ist eine serbische Tennisspielerin.

## Karriere
Šuvirđonkova spielt bisher vorrangig auf der ITF Women’s World Tennis Tour, wo sie bislang einen Titel im Doppel gewinnen konnte.
2023 trat sie im Januar bei den Australian Open an. Im Juniorinneneinzel verlor sie in der ersten Runde gegen Anya Murthy mit 3:6, 6:4 und 3:6. Im Juniorinnendoppel erreichte sie mit Partnerin Anastassija Gretschkina mit einem 6:2 und 6:4 Erstrundensieg über Malak El Allami und Anna Paradisi das Achtelfinale, wo die beiden dann gegen Hayu Kinoshita und Sara Saitō mit 3:6 und 3:6 verloren. Bei den French Open und in Wimbledon konnte sie sich nicht für die Hauptfelder qualifizieren. Im September stand siemit Amelia Waligora im Doppelfinale des W15 in Monastir, das die beiden mit 3:6 und 2:6 gegen Nell Miller und Andrė Lukošiūtė verloren. Eine Woche später standen die beiden wieder im Doppelfinale, das sie dieses Mal mit gegen Defne Çırpanlı und Yasmin Ezzat verloren. Im November konnte sie dann mit Partnerin Darja Selinskaja ihren ersten ITF-Doppeltitel feiern.
2024 erreichte sie im April bei den mit 40.000 US-Dollar dotierten Lopota Tennis Open mit Partnerin Iveta Dapkutė mit einem 6:3 und 6:3 Sieg über Ketevan Jeladze und Anamaria Kurtsikashvili das Viertelfinale, wo die beideen dann gegen Viktória Hrunčáková und Tereza Valentová mit 5:7 und 1:6 verloren. Im April qualifizierte sie sich für das Hauptfeld im Dameneinzel der mit 40.000 US-Dollar dotierten W50 Lopota, wo sie mit einem 7:5, 0:6 und 7:5 Sieg über Jekaterina Alexandrowna Owtscharenko das Achtelfinale erreichte, dort aber Lina Glushko mit 2:6 und 2:6 unterlag. Im Doppel erreichte sie mit Partnerin Amelia Waligora mit einem 6:4 und 6:1 Sieg über Anna Bochoradze und Nia Gelashvili das Viertelfinale, wo die beiden dann gegen Jekaterina Maklakowa und Jelena Iwanowna Pridankina verloren. Im August erreichte sie mit Partenrin Hanna Kubarawa bei den W50 Cidade de Ourense ebenfalls das Viertelfinale sowie auch im Oktober an der Seite von Anastassija Solotarjowa.

## Turniersiege

### Doppel
| Nr. | Datum            | Turnier             | Kategorie | Belag     | Partnerin        | Finalgegnerinnen                   | Ergebnis          |
| --- | ---------------- | ------------------- | --------- | --------- | ---------------- | ---------------------------------- | ----------------- |
| 1.  | 4. November 2023 | Scharm asch-Schaich | ITF W15   | Hartplatz | Darja Selinskaja | Tamara Kostic Alexandra Schubladse | 7:5, 2:6, [13:11] |